# فرنسيس فالكنر
فرنسيس فالكنر (بالسويدية: Fanny Falkner)‏ هي فنانة ورسامة وممثلة سويدية، ولدت في 1891 في Karlshamn ‏ في السويد، وتوفيت في 1963.